# Johannes Großmann (Historiker)
Johannes Großmann (* 1981 in Regensburg) ist ein deutscher Historiker und Hochschullehrer. Er ist Inhaber des Lehrstuhls für Neueste Geschichte und Zeitgeschichte an der Ludwig-Maximilians-Universität München.

## Karriere
Großmann studierte von 2001 bis 2006 historisch orientierte Kulturwissenschaften mit Schwerpunkt Zeit- und Mediengeschichte an der Universität des Saarlandes und dem Institut d’études politiques de Paris. In der Folge promovierte er bis 2012 als wissenschaftlicher Mitarbeiter an der Universität des Saarlandes über den transnationalen Elitenzirkel Internationale der Konservativen, in dem sich konservative Politiker in den 1950er Jahren sammelten.
Danach habilitierte er an der Eberhard Karls Universität Tübingen. In seiner Arbeit beschäftigte er sich mit der Räumung der deutsch-französischen Grenze nach dem Beginn des Zweiten Weltkriegs. Während seiner Zeit in Tübingen gewann er 2013 den Bruno-Heck-Wissenschaftspreis. Auch erhielt er 2016 den Lehrpreis für die Organisation des „5. Studentischen Soziologiekongresses“. Diesen hatte er zusammen mit Studierenden organisiert, für deren Betreuung und die Idee zum Kongress er den Preis erhielt. Zudem war er Gastwissenschaftler an der Universität Aix-Marseille, Universität Paris IV und École normale supérieure in Paris. Bis 2023 übernahm er Lehrstuhlvertretungen in Tübingen und an der Humboldt-Universität zu Berlin. Zum Wintersemester 2023/24 übernahm er eine Gastprofessur an der Ruprecht-Karls-Universität Heidelberg. Zum Sommersemester 2024 wurde er auf den Lehrstuhl für Neueste Geschichte und Zeitgeschichte an die LMU berufen.
Seine Forschungsschwerpunkte sind Nationalsozialismus und die Zeit des Zweiten Weltkriegs in transnationaler und vergleichender Perspektive, Kalter Krieg und Dekolonisation sowie Erinnerungsgeschichte. In Tübingen war er Teil eines interdisziplinären Forschungsprojektes „Universität und Kolonialismus“ in Bezug auf die Uni Tübingen.

## Werke

### Monografien
- Die Internationale der Konservativen. Transnationale Elitenzirkel und private Außenpolitik in Westeuropa seit 1945. De Gruyter Oldenbourg, München 2014.
- Zwischen Fronten. Die deutsch-französische Grenzregion und der Weg in den Zweiten Weltkrieg. Wallstein, Göttingen 2022.

### Herausgeberschaft
- Mit Jürgen Angelow (Hrsg.): Wandel, Umbruch, Absturz. Perspektiven auf das Jahr 1914. Steiner, Stuttgart 2014.
- Mit Fabian Lemmes, Nicholas Williams, Olivier Forcade, Rainer Hudemann (Hrsg.): Evakuierungen im Europa der Weltkriege/Les évacuations dans l’Europe des guerres mondiales/Evacuations in World War Europe. Metropol, Berlin 2014.
- Mit Matthieu Osmont (Hrsg.): Die Franzosen in Tübingen (1945–1991). Ein virtueller Stadtrundgang. Tübingen 2015.
- Mit Olivier Forcade, Matieu Dubois, Fabian Lemmes, Rainer Hudemann (Hg.): Exils intérieurs. Les évacuations à la frontière franco-allemande (1939–1940). Presses de l’Université Paris-Sorbonne, Paris 2017.
- Mit Hélène Miard-Delacroix (Hrsg.): Frankreich, Deutschland und die USA in den ,langen‘ 1960er Jahren. Ein transatlantisches Dreiecksverhältnis. Steiner, Stuttgart 2018.
- Mit Michael Butter, Ute Caumanns, Bernd-Stefan Grewe, Johannes Kuber (Hg.): Von Hinterzimmern und geheimen Machenschaften. Verschwörungstheorien in historischer Perspektive. Akademie der Diözese Rottenburg-Stuttgart, Stuttgart 2020.
- Mit Agnès Dubler (Hrsg.): Anti-communism and the transnational transatlantic in the ,long‘ 1960s. In: Journal of Transatlantic Studies 22 (2024) 1.